# Hugues Tissandier
Pour les articles homonymes, voir Tissandier.
Hugues Tissandier est un chef décorateur de cinéma français.

## Filmographie
- 1982 : Que les gros salaires lèvent le doigt !
- 1983 : Les Yeux des oiseaux
- 1989 : Mes meilleurs copains de Jean-Marie Poiré
- 1991 : L'Opération Corned-Beef de Jean-Marie Poiré
- 1991 : Family Express
- 1991 : Ma vie est un enfer de Josiane Balasko
- 1992 : Trop près des Dieux
- 1993 : Les Visiteurs de Jean-Marie Poiré
- 1993 : Fanfan d’Alexandre Jardin
- 1994 : Cache cash de Claude Pinoteau
- 1995 : Les Anges gardiens de Jean-Marie Poiré
- 1996 : Le Jaguar de Francis Veber
- 1998 : Les Couloirs du temps : Les Visiteurs 2 de Jean-Marie Poiré
- 1998 : Le Dîner de cons de Francis Veber
- 1999 : Jeanne d'Arc de Luc Besson
- 2001 : L'Attaque du camion de glaces
- 2001 : Le Placard de Francis Veber
- 2002 : Ginostra de Manuel Pradal
- 2002 : Le Transporteur de Louis Leterrier et Corey Yuen
- 2003 : Moi César, 10 ans ½, 1m39 de Richard Berry
- 2004 : Thinning the Herd de Rie Rasmussen
- 2004 : Banlieue 13 de Pierre Morel
- 2005 : Le Souffleur de Guillaume Pixie
- 2005 : Au royaume des aveugles
- 2006 : Bandidas
- 2006 : Arthur et les Minimoys de Luc Besson
- 2007 : Taxi 4 de Gérard Krawczyk
- 2008 : Taken de Pierre Morel
- 2009 : Le Missionnaire de Roger Delattre
- 2009 : Human Zoo de Rie Rasmussen
- 2009 : Banlieue 13 - Ultimatum de Patrick Alessandrin
- 2009 : Arthur et la vengeance de Maltazard de Luc Besson
- 2010 : Les Aventures extraordinaires d'Adèle Blanc-Sec de Luc Besson
- 2010 : Arthur et la guerre des deux mondes de Luc Besson
- 2011 : The Lady de Luc Besson
- 2013 : Malavita de Luc Besson
- 2014 : Lucy de Luc Besson
- 2017 : Valérian et la Cité des mille planètes de Luc Besson
- 2017 : Braqueurs d'élite (Renegades) de Steven Quale
- 2018 : Anna de Luc Besson
- 2023 : DogMan de Luc Besson
- 2025 : Dracula de Luc Besson

## Distinctions
Hugues Tissandier obtient le César du meilleur décor pour Les Aventures extraordinaires d'Adèle Blanc-Sec.